# Jupiter, Neptune et Pluton
Vous lisez un « article de qualité » labellisé en 2019.  Il fait partie d'un « thème de qualité ».
Jupiter, Neptune et Pluton est une peinture murale du peintre italien Caravage, peinte à l'huile en 1597 ou 1599, sur un plafond de l'un des pavillons de la villa Ludovisi de Rome.
Caravage entre à cette époque dans une période de succès : après avoir été repéré par des amateurs d'art qui commencent à acquérir ses tableaux de chevalet, il s'apprête à connaître la gloire avec les grandes commandes publiques des chapelles Contarelli et Cerasi. Il réalise cette peinture sur commande du cardinal del Monte, son mécène et protecteur d'alors, pour orner le plafond d'une petite pièce qui lui sert probablement de cabinet d'alchimie.
L’œuvre, dont la symbolique complexe évoque effectivement de nombreux principes alchimiques, représente les dieux romains Jupiter, Neptune et Pluton semblant flotter dans les airs, vus du dessous et encadrant une sphère céleste d'astronomie. C'est une œuvre inhabituelle dans le parcours du peintre, qui ne semble avoir réalisé aucune autre peinture murale dans toute sa carrière ; elle est particulièrement connue pour ses audacieux raccourcis anatomiques. Bien qu'elle ne présente pas un caractère révolutionnaire en termes de choix artistiques, puisqu'elle s'inscrit dans une pratique déjà installée dans l'Italie du nord au XVIe siècle, la peinture murale de Caravage se démarque par ses qualités esthétiques et l'efficacité de son effet de trompe-l'œil.
Peu remarquée à son époque — même si son biographe Giovan Pietro Bellori en fait amplement mention parmi les œuvres attribuées à l'artiste lombard —, la peinture du plafond du studio Ludovisi n'est pas particulièrement citée ni copiée par la suite. Elle n'est redécouverte qu'au début des années 1970, pour être ensuite progressivement réattribuée à Caravage par les historiens de l'art. Grâce à une restauration achevée en 1990, elle est dans un bon état de conservation.

## Historique

### La villa deMgrdel Monte
Michelangelo Merisi da Caravaggio arrive dans la ville de Rome au début des années 1590, sans le sou et fort vulnérable comme le raconte un peu plus tard Giovanni Pietro Bellori, l'un de ses premiers biographes : « sans protection ni recommandation, incapable d'engager la dépense d'un modèle, sans lequel il ne pouvait pas peindre, et si démuni qu'il ne pouvait assurer sa subsistance ». Après avoir travaillé dans plusieurs ateliers successifs et vécu en divers lieux, il finit par faire la connaissance de Mgr del Monte, cardinal très influent et grand amateur d'art, qui va devenir son protecteur. Le prélat lui obtient des commandes publiques prestigieuses, mais en passe aussi pour lui-même qui ne sont pas sans importance : au moins sept tableaux du peintre sont intégrés à sa collection, comme Les Tricheurs ou encore Les Musiciens. Caravage est même invité à s'installer dans la résidence romaine du cardinal, au palazzo Madama, où il va rester plusieurs années. Cette rencontre déterminante entre Caravage et son mécène n'est pas précisément datée, mais elle pourrait avoir eu lieu dès 1595.

L'artiste et son commanditaire, dessinés par Ottavio Leoni.
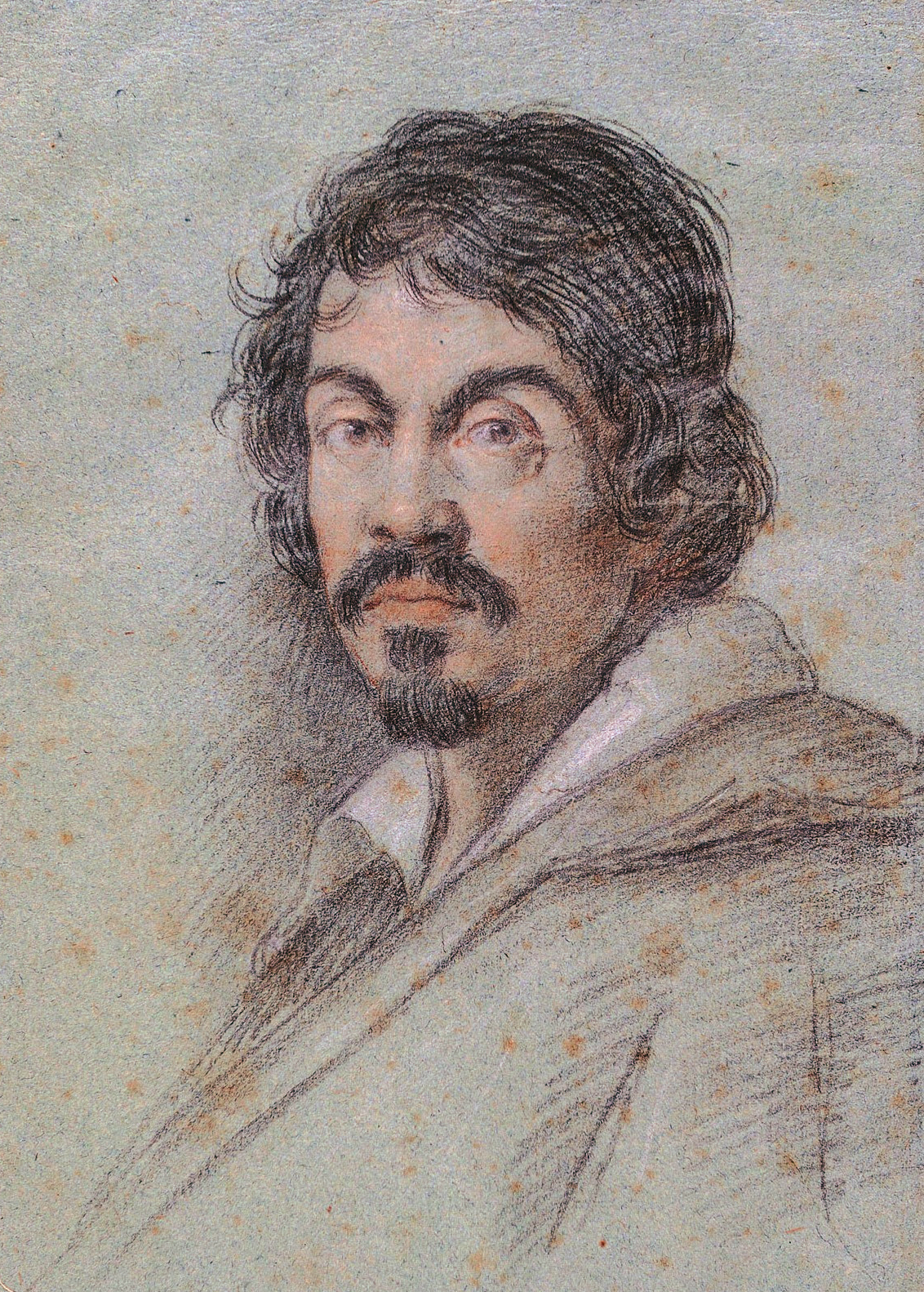
Portrait de Caravage (v. 1621, Florence, bibliothèque Marucelliana).
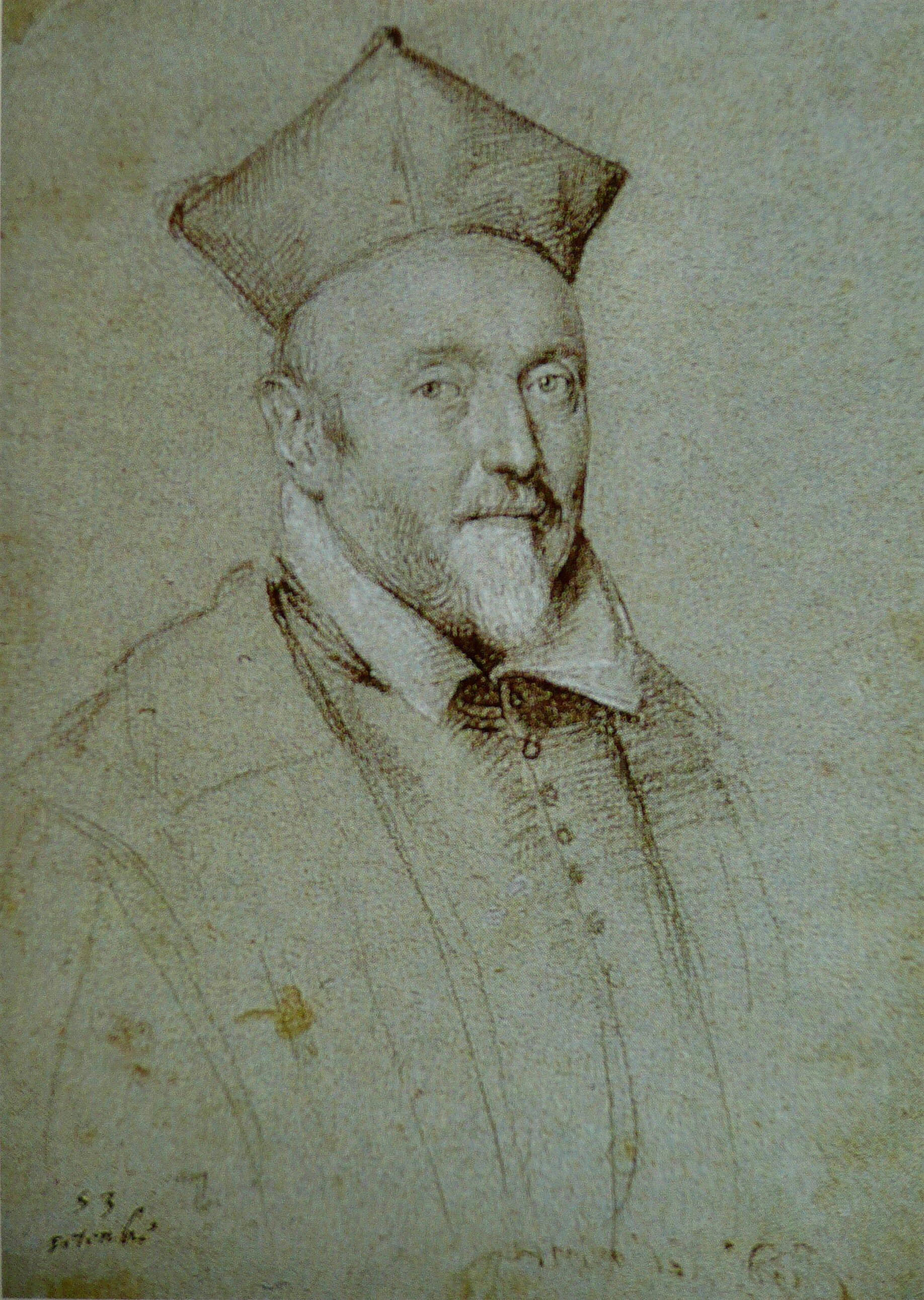
Portrait du cardinal Francesco Maria del Monte (1616, Sarasota, musée Ringling).

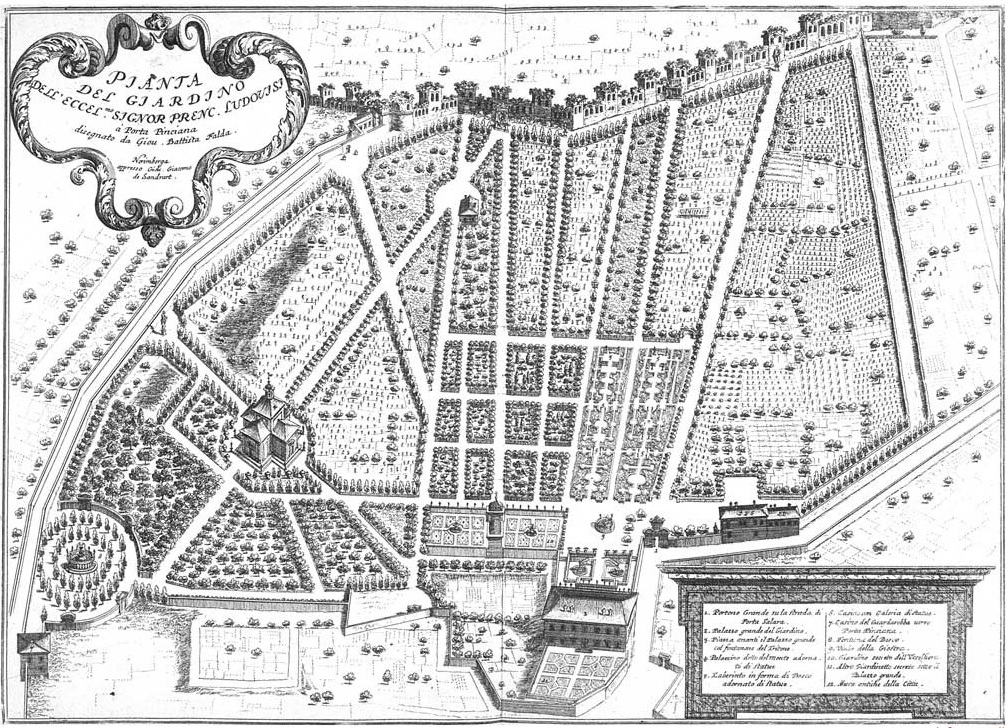
La villa Ludovisi, représentée sur une gravure de 1683 par Falda. Le casino où Caravage peint le plafond est le petit bâtiment situé à gauche.

Outre le palazzo Madama situé tout près de l'église Saint-Louis-des-Français, le cardinal possède également le palazzo Firenze, à proximité du port de Ripetta. À la fin de l'année 1596 — et donc vraisemblablement peu après l'installation de Caravage dans sa maisonnée — il décide d'acquérir une troisième résidence, située cette fois un peu à l'écart de la ville et au milieu des vignes. Cette villa est située non loin de la villa Borghese, à Porta Pinciana, d'où le nom de villa Pinciana qui lui est parfois attribué,. Le cardinal décide d'installer dans un pavillon (qu'on appelle en italien un casino) sa propre distillerie pharmaceutique, en conformité avec l'une des modes intellectuelles de l'époque.
Ce bâtiment est de dimensions très modestes ; Bellori le qualifie simplement de « pavillon de chasse ». Il recevra plus tard diverses dénominations : casino dell'Aurora en raison du nom d'une œuvre de Guerchin qui ornera l'une de ses salles à partir de 1621 ; ou encore casino Ludovisi d’après la famille Ludovisi, nouveaux propriétaires des lieux, d'où l'appellation actuelle de « villa Ludovisi » pour l'ensemble de la propriété.
Contraint de revendre sa nouvelle propriété dès l'année suivante au cardinal Aldobrandini, le cardinal del Monte parvient toutefois à la racheter encore un an après, en 1599. Ces péripéties immobilières mènent à deux possibilités concernant la datation de l’œuvre de Caravage dans la villa : soit en 1597 au moment du premier achat par del Monte, soit après 1598 lorsque la villa est rachetée à Aldobrandini. Les avis varient selon les auteurs : John T. Spike et Mina Gregori, par exemple, avancent la date de 1597,, de même que Sebastian Schütze qui pense voir une allusion à ce plafond peint dans un courrier envoyé en septembre 1597 par del Monte pour vanter les mérites de sa villa auprès d'Aldobrandini : il y mentionne en effet « ce petit cabinet qui donnerait toute satisfaction à Votre Altesse ». D'autres experts comme Sybille Ebert-Schifferer penchent plutôt pour l'année 1599 ; Catherine Puglisi propose le créneau 1599-1600, en expliquant que cela coïncide avec les grands travaux de rénovation qu'entreprend alors del Monte dans sa nouvelle résidence.

### Le cabinet d'alchimie

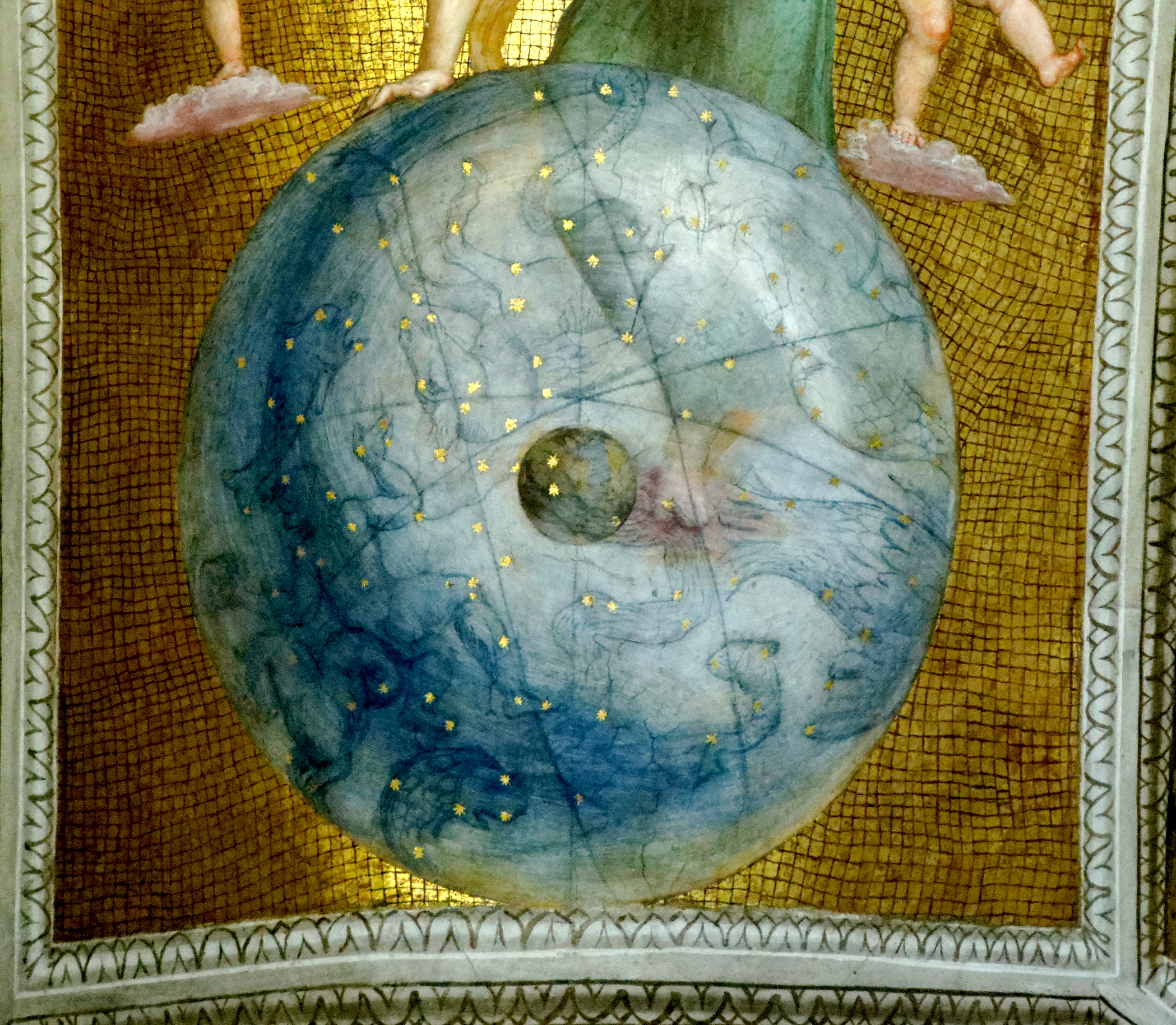
Autre exemple de sphère céleste d'astronomie, au centre du plafond de la chambre de la Signature au Vatican peinte par Raphaël un siècle plus tôt.

L’œuvre orne la voûte d'une pièce qu'emploie peut-être le cardinal pour ses expériences d'alchimie — à moins qu'il ne s’en serve plus simplement comme d’un bureau. Cette petite pièce discrète, étroite et rectangulaire, jouxte la distillerie que le cardinal y a installée. Bellori la cite dès le XVIIe siècle, en soulignant le tour de force technique que tente Caravage dans de spectaculaires raccourcis anatomiques ; il souligne également que la peinture de plafond est pour lui une pratique tout à fait inédite :

« Le Caravage, s'entendant blâmer de ne rien connaître aux plans ni à la perspective, s'ingénia si bien à figurer les corps vus de bas en haut qu'il le disputa aux raccourcis les plus difficiles. »

Toutefois, après des siècles d'oubli, il faut attendre l'année 1969 pour que l’œuvre soit redécouverte, à l'occasion de travaux, par l'historienne de l'art Giuliana Zandri, puis attribuée peu après à Caravage, ; malgré certains débats concernant cette redécouverte, il n'existe désormais plus guère de contestation quant à l'attribution au peintre lombard. Pour l'experte Mina Gregori, les liens sont « indiscutables » entre cette peinture et les premiers tableaux de chevalet que produit Caravage à Rome.
En dépit de cette longue période d'indifférence, la pièce est en bon état de conservation à l'exception de quelques dommages mineurs dus à des craquelures du plafond et à des infiltrations d'eau. Elle bénéficie d'une restauration en 1989, révélée au public en 1990,.

## Description
La peinture, de forme rectangulaire, met en scène trois divinités antiques nues au milieu d'un ciel couvert de nuages et entourant une sphère céleste translucide : Jupiter d'un côté, Neptune et Pluton de l'autre. De sa main, Jupiter fait littéralement tourner le monde en imprimant à la sphère un mouvement de rotation. Son corps est partiellement couvert d'un vaste voile blanc qui flotte en l'air et qui fait penser à celui de l'ange musicien dans Le Repos pendant la Fuite en Égypte que peint Caravage vers 1596-1597.
Tous trois sont vus du dessous comme s'ils étaient en lévitation, selon une perspective plongeante de type di sotto in sù ; Pluton se tient debout, Jupiter est représenté assis sur son aigle et Neptune chevauche un cheval marin qui se cabre. Ils se ressemblent comme des frères (de fait, ce sont trois fils de Cronos et de Rhéa) ; d’autre part, ils ne sont pas sans évoquer la figure du Bacchus des Offices dans leur « robuste virilité ». Il est possible que le visage renfrogné de Neptune constitue un autoportrait de Caravage, à l'image de celui qui apparaît dans Le Martyre de saint Matthieu à la même époque, tout comme il est loisible de penser que les trois dieux forment ensemble une sorte de triple autoportrait,.

Deux visages similaires : de possibles autoportraits de Caravage.
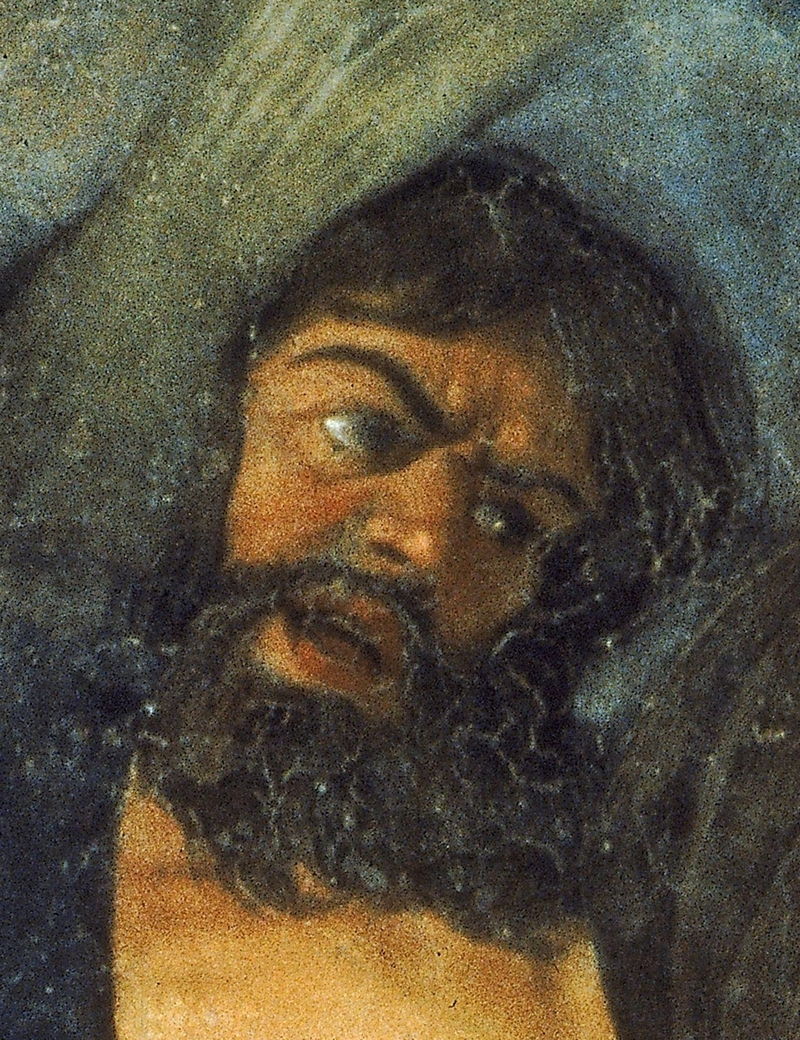
Le Neptune de Jupiter, Neptune et Pluton…
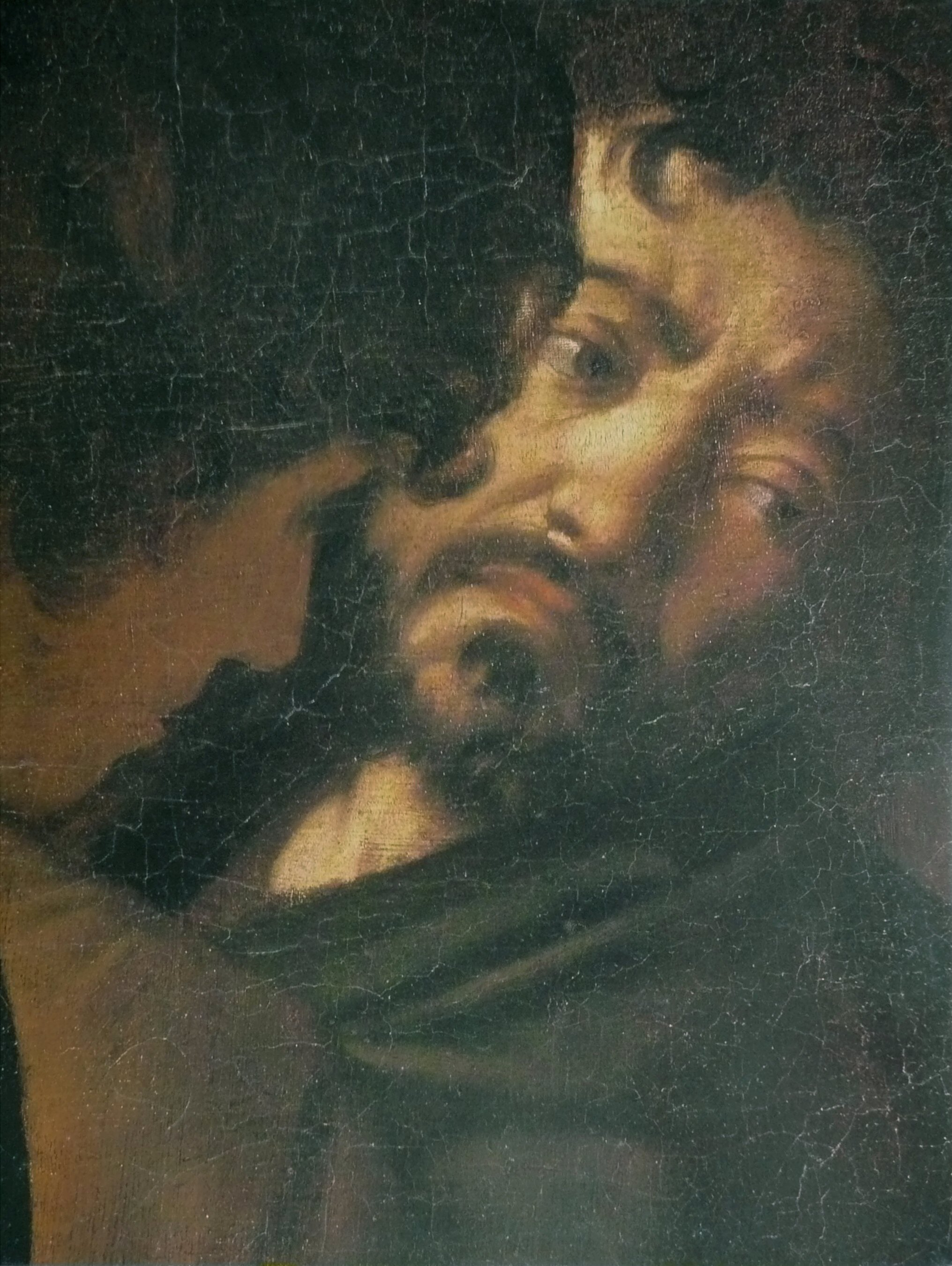
… et le fuyard du Martyre de saint Matthieu.

## Analyse

### Des choix audacieux

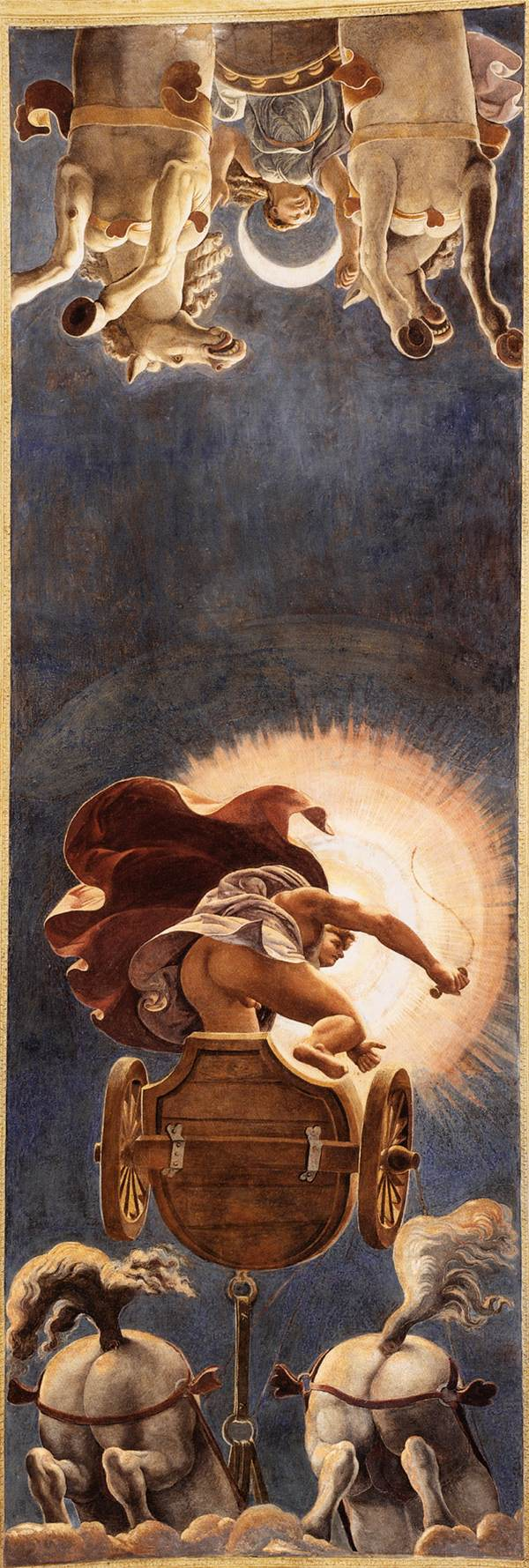
La fresque du Soleil et la Lune de Giulio Romano, palais du Te à Mantoue : une probable source d'inspiration pour Caravage.

Cette œuvre constitue l'unique peinture murale du maître lombard. Sa technique est particulièrement originale, puisque l'huile est difficile à mettre en œuvre sur les murs, ce qui explique qu'elle soit rarement employée : il est permis de penser, par conséquent, que Caravage n'avait jamais appris la technique de la peinture à fresque. Malgré tout, la technique de l'huile sur enduit n'est pas nouvelle : expérimentée dès la Renaissance et employée de plus en plus fréquemment à Rome à la fin du XVIe siècle, elle a pour avantage d'autoriser des effets de lumière et de couleur aussi efficaces que sur une toile.
En termes stylistiques, là aussi cette œuvre détonne dans la carrière de Caravage puisqu'il s'agit sans doute de sa première et dernière incursion dans le domaine du maniérisme. Il est possible que la fonction première de cette peinture murale réside, comme l'insinuait déjà Bellori, dans l'intention de réaliser une prouesse technique.
De fait, les effets de perspective sont particulièrement hardis, tout comme l'est la vue inhabituelle sur l'entrejambe de Pluton, qui fut longtemps masquée par un voilage pudique rajouté par un autre peintre. C'est au cours du XIXe siècle que ce sexe très visible est voilé, pour réapparaître à l'occasion de la restauration de 1989-1990. Des observateurs comme Andersson y voient la marque d'une sensualité qui vire même à l'affirmation d'une homosexualité extravertie,. D'autres comme Graham-Dixon proposent des hypothèses plus prosaïques : un « alibi » pour cette représentation audacieuse résiderait dans l'allégorie alchimique. En effet, si on accepte que le thème général est celui du rôle séminal des trois éléments fondamentaux (air, eau et terre), procréateurs de l'univers tout entier, alors l'idée d'une pareille allégorie peut avoir du sens.
Néanmoins, ce type de raccourci extrême n'est pas en soi une innovation marquante. Une telle pratique de la peinture de plafond est déjà attestée à l'époque en Italie du Nord, avec des effets de contre-plongée saisissants ; ainsi, le plafond de la « salle du Soleil et de la Lune » au palais du Te de Mantoue, réalisé par Giulio Romano autour de 1530 — et qui révèle là aussi très visiblement un sexe masculin vu di sotto in sù — constitue probablement une source d'inspiration pour Caravage. Mina Gregori souligne dans Jupiter, Neptune et Pluton l'influence de la tradition artistique lombarde, à la fois dans le rendu des nus mais aussi dans la façon dont les personnages de Neptune et Pluton sont positionnés en arrière du cadre. La chercheuse établit ainsi un lien entre l’œuvre du casino Ludovisi et les écrits du codex Huygens de Carlo Urbino, un traité sur la peinture qui marque l'avancée de la réflexion sur ces questions dans l'Italie du Nord au XVIe siècle,.
Également, le cardinal del Monte, qui a très probablement dirigé les choix iconographiques de son protégé, est un grand admirateur de la voûte peinte de  la salle Clémentine au Vatican par les frères Giovanni et Cherubino Alberti. Là où Caravage fait preuve d'innovation, c'est dans la qualité du trompe-l'œil, dans sa capacité à éliminer toute transition entre les murs et le plafond et à intégrer à sa composition le point de vue du spectateur, qui regarde nécessairement du bas vers le haut.

### Symbolique alchimique

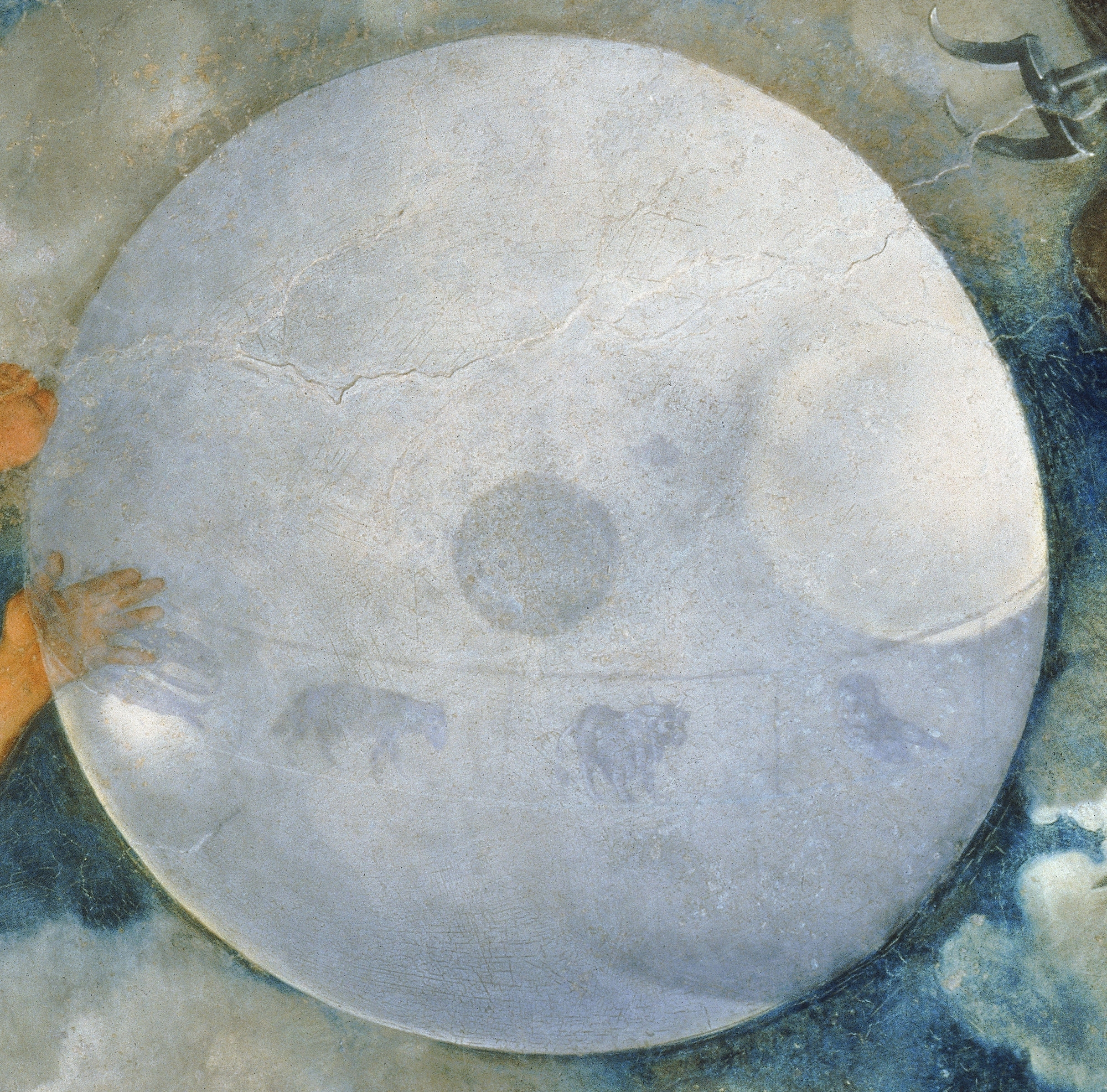
La sphère céleste au centre de la voûte représente les positions zodiacales des constellations, avec le Bélier et le Taureau au centre.

Au fil des années et de la recherche, l'interprétation de l'iconographie évolue : à partir de la redécouverte de 1969, des auteurs comme Zandri ou Frommel se concentrent sur l'aspect mythologique, tandis que c'est l'interprétation alchimico-religieuse qui l'emporte désormais — surtout depuis les travaux de Maurizio Calvesi parus en 1971.
La sphère céleste semble translucide ; elle est traversée par un bandeau zodiacal sur lequel apparaissent quatre symboles représentant dans l'ordre les constellations des Poissons, du Bélier, du Taureau et des Gémeaux. Le cercle sombre au centre désigne la position de la Terre, et le grand cercle lumineux à droite celle du Soleil ; sans doute n'est-ce pas un hasard si le Soleil est ainsi placé juste au-dessus du Cancer, le signe astrologique du cardinal del Monte qui est le commanditaire de l’œuvre et un fin connaisseur de l'alchimie.
Chacun des personnages est associé à un animal : l'aigle pour Jupiter, le cheval marin pour Neptune et Cerbère, le chien à trois têtes, pour Pluton (qui tient également à la main son bident traditionnel). Mais au-delà de ces trois attributs assez classiques, l'iconographie de l’œuvre est assez énigmatique et renvoie à de complexes principes alchimiques.
Bellori explique le premier que ces trois dieux personnifient les éléments : l'air pour Jupiter, l'eau pour Neptune et la terre pour Pluton,. Dans l'optique de la préparation du « Grand Œuvre » des alchimistes, la représentation de ces trois dieux pourrait renvoyer aux étapes de la transmutation de la matière, c'est-à-dire de la terre vers l'eau puis de l'eau vers l'air. Calvesi analyse la peinture comme une allégorie de ce processus alchimique, lequel doit intervenir selon la tradition aux mois de printemps (mars, avril et mai) qui correspondent aux signes des Poissons, du Bélier et du Taureau.

## Postérité
L'influence de cette œuvre sur les contemporains et les suiveurs de Caravage est minime ; sans doute est-ce lié au relatif isolement du lieu où elle est réalisée et conservée. Toutefois, lorsque Guerchin réalise L'Aurore dans le même bâtiment vingt ans plus tard, il s'inspire très directement de l'œuvre de son prédécesseur.

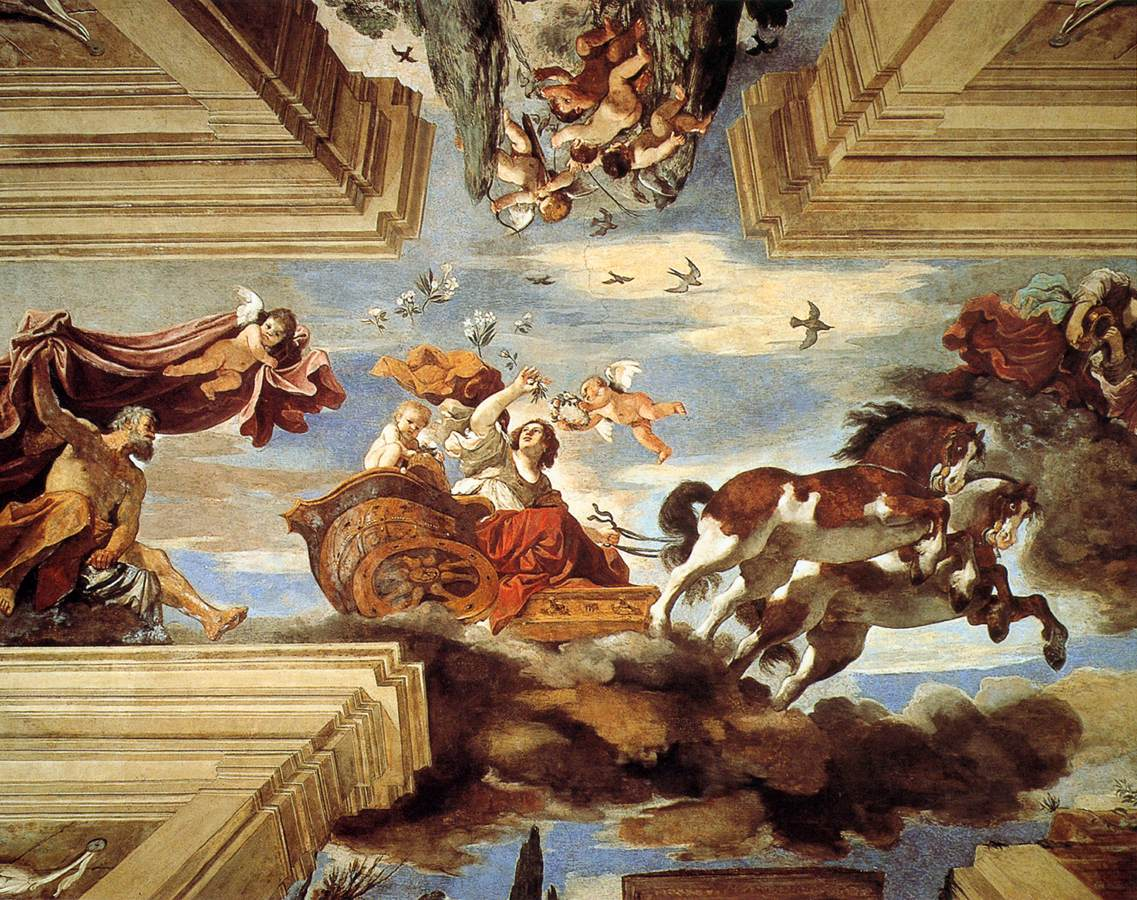
L'Aurore de Guerchin, casino Ludovisi (1621)